# Internationale luchthaven Milaan Linate
Luchthaven Milaan Linate (Italiaans: Aeroporto di Milano Linate; IATA: LIN, ICAO: LIML) is een van de drie grote luchthavens van Milaan. De luchthaven wordt voornamelijk gebruikt voor binnenlandse en korte internationale vluchten. De luchthaven kreeg 9,7 miljoen passagiers te verwerken in 2015. 
Luchthaven Linate is de tweede luchthaven van Milaan, na Luchthaven Milaan-Malpensa. Reizigers van en naar Milaan maken ook gebruik van de bij Bergamo gelegen Luchthaven Orio al Serio. Dit laatstgenoemde vliegveld wordt vooral gebruikt door lowcostmaatschappijen zoals Ryanair en Pegasus Airlines.

## Geschiedenis
De naam komt van het kleine dorpje waar zij is gevestigd: Peschiera Borromeo. Luchthaven Linate is gelegen in de gemeente Segrate, maar ligt voor het grootste gedeelte in de gemeente Peschiera Borromeo. De luchthaven is in eerste instantie opgezet als luchthaven voor watervliegtuigen; het landingsbassin daarvoor, de Idroscalo, bestaat nog steeds en ligt net ten noordoosten van het terminalgebouw. De luchthaven werd meerdere keren volledig herbouwd in de jaren 50 en opnieuw in de jaren 80.

## Feiten en cijfers

### 2000
- Passagiers: 6.026.342
- Vliegbewegingen: 78.077
- Vracht: 22.145 ton

### 2005
- Passagiers: 9.088.607
- Vliegbewegingen: 122.221
- Vracht: 25.345 ton

### 2010
- Passagiers: 8.359.065
- Vliegbewegingen: 119.828
- Vracht: 19.062

### 2015
- Passagiers: 9.689.635
- Vliegbewegingen: 118.650
- Vracht: 15.714

## Ongelukken en incidenten
- De Linate-ramp op 8 oktober 2001. Scandinavian Airlines Vlucht 686 naar Kopenhagen kwam in botsing met een businessjet. De ramp resulteerde in verschillende strafrechtelijke vervolgingen. Bij de ramp kwamen 118 mensen om het leven.[1]
- Op 15 juni 2005 landde een toestel op taxibaan T in plaats van landingsbaan 36R. Na het incident werd een deel van de luchthaven verbouwd, zodat dit niet nog een keer kan gebeuren.[2]